# Capella dels Montserrat (Canet lo Roig)
La Capella dels Montserrat, a Canet lo Roig, és com es coneix la que va ser capella del palau gòtic conegut com a “Palau dels Piquers”. Està catalogat, de manera genèrica, Bé de Rellevància Local segons la Disposició Addicional Cinquena de la Llei 5/2007, de 9 de febrer, de la Generalitat, de modificació de la Llei 4/1998, d'11 de juny, del Patrimoni Cultural Valencià (DOCV Núm. 5.449 / 13/02/2007); amb el codi: 12.03.036-006.

## Descripció
La Capella va deure formar part del palau gòtic construït en 1518 i pertanyent a la família Montserrat. Del palau actualment no queda gens, excepte l'esmentada capella.
Es tracta d'una petita capella d'una sola nau i quatre crugies, amb coberta en l'últim tram, el pertanyent a la capçalera de la capella, per una Volta de creueria, que presenta en la clau la data de construcció en nombres romans (MDXVIII), així com les sigles “JHS”
La capella es va construir orientada a l'oest i els quatre trams en què es divideix la seva planta estan delimitats per arcs diafragma, amb apuntament i presenta una coberta plana que en origen havia de ser a dues aigües.
La Capella no té ús religiós, sinó que és utilitzada al llarg de la història per a diverses utilitats, des de casa abadia, a la seu de l'associació de joves o l'actual ús de seu de la banda de música.